# Acidémie méthylmalonique
L'acidémie méthylmalonique (AMM) est une maladie génétique du métabolisme intermédiaire, due à un déficit en méthylmalonyl CoA mutase, qui peut se rencontrer dans la période néonatale précoce avec une acidose progressive une hyperammoniémie pouvant entrainer le décès ou des séquelles neurologiques. La dialyse en urgence est nécessaire. L'enfant peut vivre et se développer normalement grâce à un régime hypoprotidique et hypercalorique. les troubles neurologiques sont liés à la souffrance lors des acidoses et peuvent être évités.
En Aout 2021, le laboratoire Moderna annonce le lancement d'une étude de phase 1/2 d'un traitement d'acidémie méthylmalonique basé sur l'ARN Messager. 

## Diagnostic

### Diagnostic différentiel

#### Acidurie combinée malonique et méthylmalonique (CMAMMA)
En ce qui concerne les taux élevés d'acide méthylmalonique, l'acidémie méthylmalonique peut être rapidement distinguée de l'acidurie combinée malonique et méthylmalonique (CMAMMA) par le calcul du rapport entre l'acide malonique et l'acide méthylmalonique dans le plasma sanguin, alors qu'un calcul à partir des valeurs urinaires n'est pas approprié. Ce rapport permet également de déterminer si la CMAMMA est due à un déficit en ACSF3 (acide malonique < acide méthylmalonique) ou à un déficit en malonyl-CoA décarboxylase (acide malonique > acide méthylmalonique),,.